# MSC Seaside

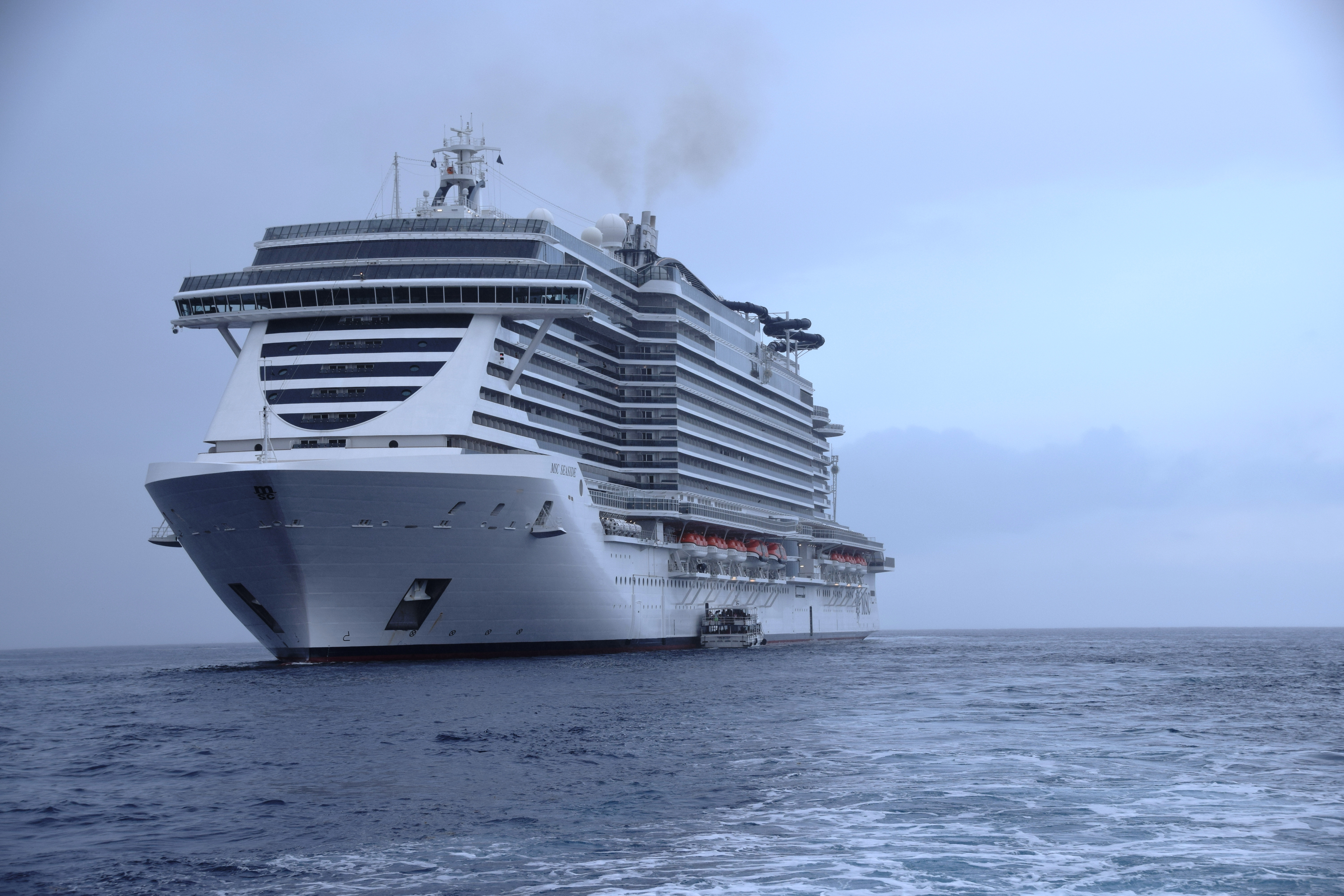
MSC Seaside в порту Маямі

MSC Seaside — це морський круїзний корабель класу «Приморський», який зараз належить і управляється MSC Cruises. У 153,516 ГТ вона стане найбільшим круїзним судном, яке коли-небудь будував італійський суднобудівник Fincatieri та 14 найбільшим круїзним судном у світі, після Norwegian Epic, після її доставки в грудні 2017 року.

## Історія

### Планування й Будівництво
22 травня 2014 року MSC Cruises оголосив, що замовив два нових круїзних судна 154 000 GT від Fincantieri. Нове замовлення базувалося на прототипі приморського моря, вартість кожного корабля — 700 мільйонів євро.
17 березня 2015 року компанія MSC Cruises оголосила, що новий корабель отримає назву MSC Seaside, передавши своє ім'я класу сестринських кораблів, за яким слід. Також було оголошено, що вона цілий рік буде плавати з Порта Маямі до Карибського басейну.
Будівництво офіційно розпочалося на Морському узбережжі з урочистості першого розпилу сталі 22 червня 2015 року на корабельні Fincantieri у м. Монфальконе, Італія. 4 березня 2016 року було здійснено її прокладку на килі, під яку було закладено перший 550-тонний блок корабля, що поклало початок складання корпусу. Її церемонія монети відзначалася 21 квітня 2016 року. 26 листопада 2016 року корабель вийшов з корабельні. Вона здійснила свій перший набір морських випробувань протягом 72 годин наприкінці серпня 2017 року, перш ніж закінчила остаточне спорядження.

### Доставка і хрестини
MSC Seaside був доставлений в MSC Cruises 29 листопада 2017 року на корабельні Fincantieri у Монфальконі. Її мадріна, Ася Апонте, внучка Джанлуїджі Апонте, засновника і голови MSC, виконала відзнаки на церемонії доставки, коли перерізала стрічку, щоб пляшка шампанського вдарила по корпусу. Потім корабель вирушив до корабельні у Трієсті й офіційно поступив на службу 1 грудня 2017 року, покинувши Трієст для 22-денного першого плавання, трансатлантичного до Порт Маямі для хрещення.
21 грудня 2017 року MSC Seaside була охрещена її хрещеною батьком Софією Лорен на терміналі B PortMiami, що зробило її першим круїзним судном MSC, яке було охрещене в Північній Америці. Церемонію влаштував Маріо Лопес, а також виступи Андреа Бочеллі та Рікі Мартіна.